# Perigracilia delicata
Perigracilia delicata là một loài bọ cánh cứng trong họ Cerambycidae.